# Veritas vincit
Veritas vincit (conosciuto anche come Die Wahrheit siegt) è un film muto del 1919 prodotto e diretto da Joe May. La pellicola è divisa in tre episodi: il primo, ambientato in epoca romana, il secondo nel Medioevo, il terzo in epoca moderna. Interprete delle tre storie fu Mia May, un'attrice che era anche la moglie del regista.

## Produzione
Il film fu prodotto dalla May-Film.

## Distribuzione
Distribuito dalla Universum Film (UFA), uscì nelle sale cinematografiche tedesche il 4 aprile 1919. In Danimarca, prese il titolo Veritas Vincit! (Sandheden sejrer) mentre in Portogallo, dove fu distribuito l'11 aprile 1922, fu ribattezzato A Verdade Vence.